# American Huaso
American Huaso —título original: American Huaso: Cada oveja con su pareja— es una película chilena de 2018, dirigida y escrita por Diego García-Huidobro y José Palma. Es protagonizada por el mismo José Palma, Marcela del Valle y Fernando Larraín.

## Sinopsis
La película cuenta el viaje de Joe, (José Palma), que, al perder a María el amor de su vida, tomará un sinfín de malas decisiones que lo llevarán a ser perseguido por Salam Yassuff II y su séquito de maleantes. En medio de este frenético viaje, Joe irá conociendo a singulares y arquetípicos personajes que poco a poco lo convencerán de volver a luchar por la mujer que ama.

## Reparto
- José Palma como Joe Palma.
- Marcela del Valle como María del Campo.
- Fernando Larraín como Salam Yassuff II.
- Willy Semler como Dyango Palma, el Predicador.
- Gonzalo Robles como Ringo Palma.
- Julio Jung como Salam I.
- Ignacia Allamand como la Rucia.
- Isidora Urrejola
- Javiera Díaz de Valdés
- Natalia Grez como la Negra.
- Mayte Rodríguez
- Javiera Hernández
- Javiera Acevedo
- Julio Jung Duvauchelle
- Santiago Tupper
- Juan Pablo Miranda
- Ariel Levy
- Daniel Antivilo
- Juan Pablo Ogalde
- Diego Casanueva
- Sebastián Layseca
- Rodrigo Pardow
- Paola Lattus
- Ana María Palma
- Gabriela Arancibia
- Eugenio Morales
- Cristián García-Huidobro
- Mafe Bertero como María del Campo (niña)